# ハンガリー・オープン
ハンガリー・オープン（Hungarian Open）は、ハンガリー・ブダペストで開催されていたATPツアー250のテニストーナメントである。

## 概要
2016年まで開催されていたルーマニア・ブカレストのBRDナスターゼ・ティリアク・トロフィーに替わり2017年から新設された。
2020年はCOVID-19の世界的流行により中止。翌年、セルビア・ベオグラードで行われるセルビア・オープンに移行した。

## 大会歴代優勝者

### シングルス
| 年   | 優勝                     | 準優勝                   | スコア        |
| ---- | ------------------------ | ------------------------ | ------------- |
| 2017 | リュカ・プイユ           | アルヤジ・ベデネ         | 6–3, 6–1      |
| 2018 | マルコ・チェッキナート   | ジョン・ミルマン         | 7–5, 6–4      |
| 2019 | マッテオ・ベレッティーニ | フィリプ・クライノビッチ | 4–6, 6–3, 6–1 |
| 2020 | 大会開催なし             | 大会開催なし             | 大会開催なし  |

### ダブルス
| 年   | 優勝                                        | 準優勝                                          | スコア              |
| ---- | ------------------------------------------- | ----------------------------------------------- | ------------------- |
| 2017 | ブライアン・ベイカー ニコラ・メクティッチ   | フアン・セバスティアン・カバル ロベルト・ファラ | 7–6(2), 6–4         |
| 2018 | ドミニク・イングロット フランコ・スクゴール | マトウィ・ミドルクープ アンドレス・モルテニ     | 6–7(8), 6–1, [10–8] |
| 2019 | ケン・スクプスキ ニール・スクプスキ         | マーカス・ダニエル ウェスリー・コールホフ       | 6–3, 6–4            |
| 2020 | 大会開催なし                                | 大会開催なし                                    | 大会開催なし        |